# Всё отдаю тебе
«Всё отдаю тебе» (хинди तेरे नाम, Tere Naam, досл.: «Твоё имя») — индийская драма, снятая на языке хинди и вышедшая в прокат 15 августа 2003 года. Ремейк тамильского фильма «Сету» (1999), основанного на истории друга режиссёра Балы.

## Сюжет
Бывший студент колледжа Радхе Мохан (Салман Хан), закончивший учёбу уже несколько лет назад, всё ещё является неформальным лидером среди студентов, а также пользуется большим уважением у жителей города, поскольку готов помочь каждому, кто в нём нуждается. Он вместе со своими друзьями жестоко расправляется с местными бандитами, не позволяя им устанавливать в городе свои порядки. За бескорыстность и справедливость Радхе слывёт местным Робин Гудом.
Когда в колледже появляется новая студентка Нирджара (Бхумика Чавла) в Радхе открывается и романтическая сторона. Вначале насмехаясь над новенькой, а затем начав покровительствовать ей, Радхе влюбляется впервые в жизни. Нирджара принадлежит к высшей касте, брахманам, её отец священник, и любой вид насилия ей чужд. Брутальность Радхе отпугивает её. Кроме того, у неё уже есть жених Рамешвар, который относится к той же касте, что и она. Узнав об этом, Радхе угрожает Рамешвару и требует от него отказаться от Нирджары. Рамешвар сначала, как и Нирджара, испытывает страх перед наглым и жестоким соперником, однако позднее, увидев Радхе в храме за молитвой и узнав, что тот помог сестре Нирджары выпутаться из сложной ситуации, он начинает смотреть на него другими глазами и убеждает Нирджару отнестись к нему по-другому. Нирджара наконец понимает, что тоже неравнодушна к Радхе, и решает открыться ему, но не успевает — отчаявшись добиться её расположения, Радхе похищает её силой. Несмотря на ужас, который она пережила, ей всё же удаётся понять его. Но счастливый Радхе даже не подозревает, какой удар готовит ему судьба. Банда сутенёров, которой он перешёл дорогу, нападает на него, и он оказывается в больнице с травмой мозга. Ранение приводит к умственному помешательству, и Радхе отправляют в сумасшедший дом. А Нирджара, которую готовят к свадьбе с другим, решает покончить с собой…

## В ролях
- Салман Хан — Радхе Мохан
- Бхумика Чавла — Нирджара Бхарадвадж
- Сачин Кхедекар[англ.] — брат Радхе
- Савита Прабхуне[англ.] — невестка Радхе
- Рави Кишан[англ.] — Рамешвар, жених Нирджары
- Сарфараз Хан[англ.] — Аслам
- Ананг Десаи[англ.] — доктор
- Саурабх Дубей[англ.] — священник / отец Нирджары
- Махима Чаудхари — камео в песне «O Jaana»

## Производство
Фильм является ремейком тамильского фильма «Сету» режиссёра Балы, вышедшего в 1999 году. На главную роль был приглашён популярный актёр Салман Хан, и уже после этого режиссёром был назначен Сатиш Каушик.
Салман появился в фильме в двух образах: с длинными волосами, которые обеспечили с помощью парика, и с коротко остриженной головой.
Героиню сыграла актриса кино на телугу Бхумика Чавла, для которой «Всё отдаю тебе» стал первым фильмом на хинди. Её выбрали поскольку на роль дочери священника требовался кто-то «простой, утончённый и невинно выглядящий», и режиссёр не хотел брать гламурную девушку.
Махима Чаудхари была приглашена станцевать в музыкальном номере на песню «O Jaana».
Когда было отснято около 60% материала, Салман Хан оказался в центре скандала, связанного с разрывом отношений с актрисой Айшварией Рай. Поэтому после публикации слогана фильма: «к сожалению, настоящая история любви» — среди зрителей пошли упорные слухи, о том, что фильм основан на реальной истории взаимоотношений Салмана и Айшварии, хотя и режиссёр и исполнитель главной роли всячески это отрицали.

## Саундтрек
Песни из фильма были чрезвычайно популярны, и стали одним из лучших саундтреков 2003 года.
Все тексты написаны Самиром.
| №   | Название                          | Текст песни   | Музыка         | Исполнители                                  | Длительность |
| --- | --------------------------------- | ------------- | -------------- | -------------------------------------------- | ------------ |
| 1.  | «Chand»                           |               | Химеш Решаммия | Удит Нараян                                  | 5:35         |
| 2.  | «Kyun Kisi Ko»                    |               | Химеш Решаммия | Удит Нараян                                  | 5:37         |
| 3.  | «Lagan Lagi»                      | Саджид-Ваджид |                | Сукхвиндер Сингх                             | 4:35         |
| 4.  | «Man Basia»                       |               | Химеш Решаммия | Алка Ягник                                   | 3:04         |
| 5.  | «O Jaana»                         |               | Химеш Решаммия | Удит Нараян, Алка Ягник, КК, Шаан, Камал Хан | 5:28         |
| 6.  | «Oodhni»                          |               | Химеш Решаммия | Удит Нараян, Алка Ягник                      | 6:49         |
| 7.  | «Tere Naam»                       |               | Химеш Решаммия | Удит Нараян, Алка Ягник                      | 6:49         |
| 8.  | «Tumse Milna»                     |               | Химеш Решаммия | Удит Нараян, Алка Ягник                      | 4:41         |
| 9.  | «Tune Saath Jo Mera Chhoda»       |               | Саджид-Ваджид  | Удит Нараян                                  | 5:33         |
| 10. | «Tune Saath Jo Mera Chhoda» (Sad) |               | Саджид-Ваджид  | Удит Нараян                                  | 1:21         |

## Критика
Кинокритик Таран Адарш поставил фильму 3 звезды из 5, добавив, что «Всё отдаю тебе» не соответствует стандартным правилам романтического фильма и, в то же время, богат эмоциями.
Анупама Чоправ в отзыве для India Today назвала Радхе — лучшей ролью Хана со времён «Навеки твоя», но сам фильм — становящимся «ужасным и невыразительным».
С ней согласна Зия-ус-Салам, написавшая, что в последние годы «Салман редко бывал лучше».
Мэтью Тханнимуттил с портала Rediff.com, напротив, назвал фильм разочаровывающим и остающимся клише, в отличие от оригинала.

## Награды
Screen Awards 2004
- Лучшая музыка — Химеш Решаммия

Zee Cine Awards 2004
- Лучшая музыка — Химеш Решаммия[11]
- Лучший дебют — Бхумика Чавла[11]
- Лучшее музыкальное сопровождение — Вики Госвами[11]